# Nevill Holt
Nevill Holt – wieś i civil parish w Anglii, w Leicestershire, w dystrykcie Harborough. W 2001 civil parish liczyła 28 mieszkańców.